# Āq Gonbad
Āq Gonbad (persiska: بَندَرِ آغ گُنبَد, آق گنبد, Āqgonbad, بَندَرِ سِفيد گُنبَد, سِفيد گُنبَد, آق گُنبَد, اَغ گُنبَد, آقگُنبَد, بَندَرِ آق گُنبَد) är en ort i Iran.   Den ligger i provinsen Östazarbaijan, i den nordvästra delen av landet, 600 km väster om huvudstaden Teheran. Āq Gonbad ligger 1 286 meter över havet och antalet invånare är 898. Den ligger vid sjön Lake Urmia.
Terrängen runt Āq Gonbad är kuperad åt nordost, men åt sydväst är den platt. Runt Āq Gonbad är det ganska tätbefolkat, med 56 invånare per kvadratkilometer. Āq Gonbad är det största samhället i trakten. 